# 비치그로브 (버지니아주)

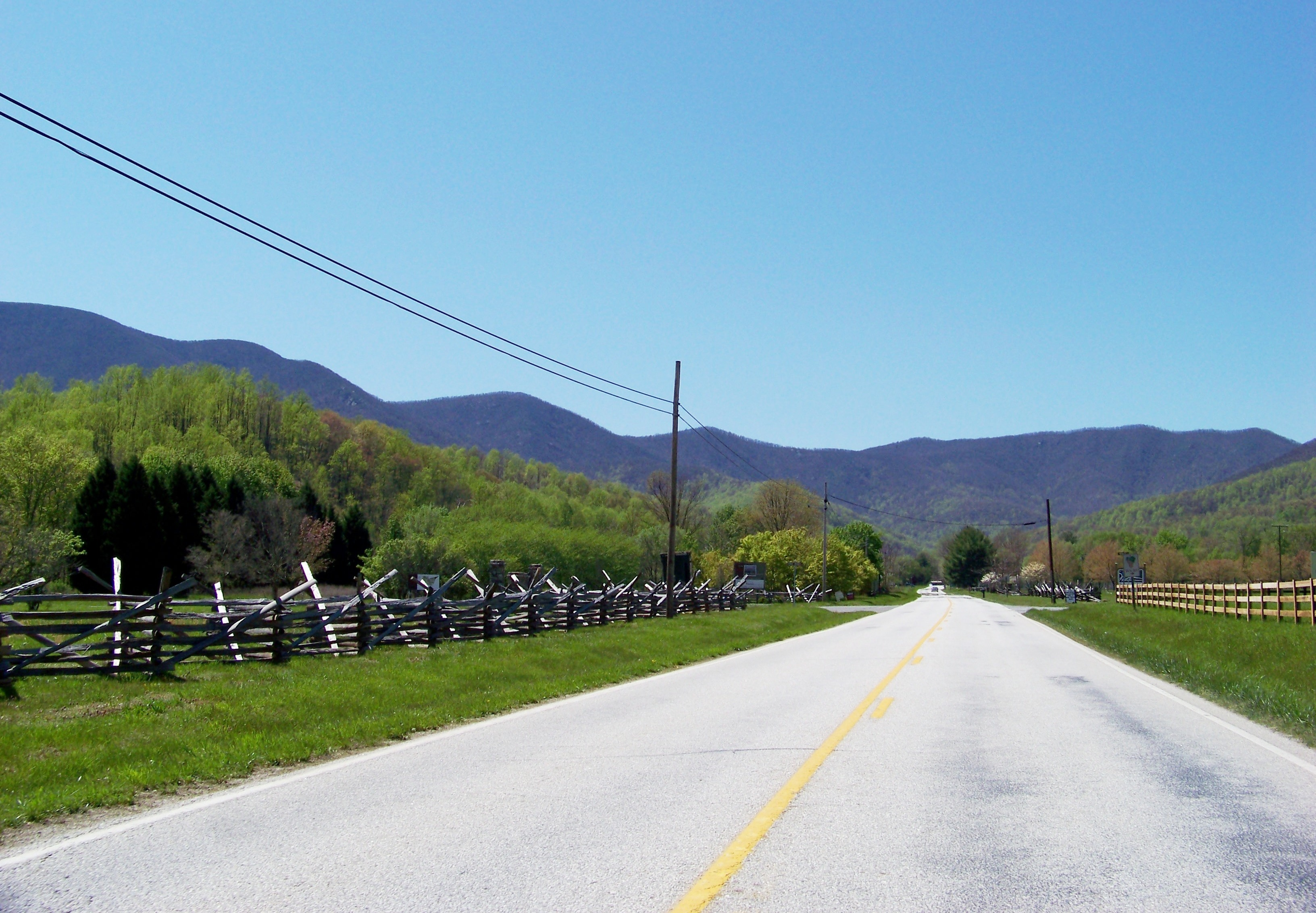
Route 664

비치 그로브(Beech Grove)는 미국 버지니아주에 소재한 농촌 촌락형 군현 도시이다.